# Jörg Drieselmann
Jörg Drieselmann  (* 10. Oktober 1955 in Erfurt) ist ein ehemaliger DDR-Bürgerrechtler, der sich mit der Aufarbeitung der SED-Diktatur beschäftigt. Seit 1992 ist er Geschäftsführer des Berliner Stasi-Museums Forschungs- und Gedenkstätte Normannenstraße.

## Werdegang
Als 18-jähriger Lehrling wollte Drieselmann am 13. August 1974 in Erfurt auf die Getöteten an der innerdeutschen Grenze aufmerksam machen. Er schrieb auf ein Plakat die am Abend zuvor im RIAS genannten Opferzahlen. Auf diese Aktion hin wurde er verhaftet und als „Rädelsführer einer staatsfeindlichen Gruppierung“ zu einer Freiheitsstrafe von vier Jahren und drei Monaten verurteilt.
Nach seinem Freikauf durch die Bundesrepublik im Jahr 1976 kam er nach West-Berlin, holte dort das Abitur nach und studierte an der Freien Universität. Nebenher unterstützte er andere freigekaufte Häftlinge. Während dieser Zeit wurde er weiter vom Ministerium für Staatssicherheit der DDR (MfS) verfolgt. Von 1985 bis 1990 war er Referent am Gesamtdeutschen Institut. Daneben war er von 1988 bis 1992 als Studienleiter beim Verein Haus der Zukunft tätig, dessen Vorstandsmitglied er seit 1996 ist. 
Nach dem Beitritt der DDR zur BRD am 3. Oktober 1990 begann er mit Führungen durch die in der ehemaligen MfS-Zentrale eingerichteten Forschungs- und Gedenkstätte Normannenstraße. Seit 1992 ist er dort Geschäftsführer.
Drieselmann war Mitglied des bis 2010 existierenden Fachbeirats Gesellschaftliche Aufarbeitung der Bundesstiftung zur Aufarbeitung der SED-Diktatur, des Wissenschaftlichen Beirats der Stiftung Gedenkstätte Berlin-Hohenschönhausen und des Beraterkreises beim DDR-Museum Berlin.
Im September 2020 war er Erstunterzeichner des Appells für freie Debattenräume.

## Ehrungen
- 16. November 2009: Verdienstkreuz am Bande der Bundesrepublik Deutschland